# Pupo 1996
Pupo 1996 è un album dall'omonimo cantante, pubblicato il 23 ottobre 1995 dall'etichetta discografica BMG.

## Descrizione
La canzone Sempre tu, pubblicata in questo CD, non è da confondere con la versione pubblicata nell'album Gelato al cioccolato, in quanto totalmente diversa sia nel testo che nella musica.

## Tracce
1. La notte
2. Solo con te
3. Sara
4. L'angelo postino
5. Tu
6. Per Angela
7. Tu vincerai
8. Sempre tu
9. Torna presto
10. Senza fortuna